# Frank Gebert
Frank Gebert, né le 11 juin 1952, est un ancien joueur de tennis allemand.

## Palmarès

### Finale en simple (1)
| No | Date       | Nom et lieu du tournoi  | Catégorie | Dotation | Surface      | Vainqueur         | Score         |  |
| -- | ---------- | ----------------------- | --------- | -------- | ------------ | ----------------- | ------------- |  |
| 1  | 21-03-1977 | Egyptian Open, Le Caire |           | 30 000 $ | Terre (ext.) | François Jauffret | 6-3, 7-5, 6-4 |  |

## Autres résultats
Il a battu Wojtek Fibak en 1974.
Demi à Zurich, Gstaad, Murcie.
Quart à Kitzbuhel et Dayton.
Demi en double à Springfield, Le Caire, Zurich, Lagos.
Quart en double à Hambourg, Nuremberg, Berlin, Kitzbuhel, Gstaad.